# Güven Amusement Rides Factory
Güven Amusement Rides Factory is een Turkse attractiefabrikant uit Kahramankazan gelegen in het district Kazan in de province Ankara, Turkije. Het maakt verschillende attracties voor attractieparken en kermissen. Het bedrijf is opgericht in 1979. Güven Amusement Rides Factory is ook eigenaar van het dichtbij gelegen Güven Lunapark wat opende in 2010.

## Attracties

### Achtbanen
De achtbanen van Güven Amusement Rides Factory zijn kinderachtbanen en de modellen lijken op het de modellen Big Apple en Wacky Worm die ook gemaakt worden door andere achtbaanfabrikanten. De volgende achtbaanmodellen zijn gemaakt:
- Brucomela
- Dragon
- Runaway Train

### Overige attracties
De attractie die gemaakt worden zijn onder andere:
- Ballerina, een soort rupsbaan
- Botsauto's
- Red Baron, verschillende varianten
- Loop-o-plane-variant
- Reuzenrad
- Schommelschip
- Breakdance